# Circunscripción electoral de Huesca

Circunscripción de Huesca
Cortes Generales* Congreso: 3 diputados (de 350)
- Senado: 4 senadores (de 266)Cortes de Aragón* 18 diputados (de 67)

Huesca es una de las 52 circunscripciones electorales españolas utilizadas como distritos electorales para el Congreso de los Diputados y el Senado, que son las Cámaras Baja y Alta del Parlamento español. Le corresponden 3 diputados y 4 senadores.
También es una de las 3 circunscripciones electorales de Aragón para las elecciones autonómicas, en que elige 18 diputados. Se corresponde con la provincia de Huesca.

## Ámbito de la circunscripción y sistema electoral
En virtud de los artículos 68.2 y 69.2 de la Constitución Española de 1978 los límites de la circunscripción debe ser los mismos que los de la provincia de Huesca, y en virtud del artículo 140, esto solo puede modificarse con la aprobación del Congreso de los Diputados. El voto es sobre la base de sufragio universal secreto. En virtud del artículo 12 de la constitución, la edad mínima para votar es de 18 años.
En el caso del Congreso de los Diputados, el sistema electoral utilizado es a través de una lista cerrada con representación proporcional y con escaños asignados usando el método D'Hondt. Solo las listas electorales con el 3 % o más de todos los votos válidos emitidos, incluidos los votos «en blanco», es decir, para «ninguna de las anteriores», se pueden considerar para la asignación de escaños. En el caso del Senado, el sistema electoral sigue el escrutinio mayoritario plurinominal. Se eligen cuatro senadores y los partidos pueden presentar un máximo de tres candidatos. Cada elector puede escoger hasta tres senadores, pertenezcan o no a la misma lista. Los cuatro candidatos más votados son elegidos.

## Cortes de Aragón

### Diputados obtenidos por partido (1983-2023)
|                        | Partido de los Socialistas de Aragón | PSOE-Aragón  | 10 | 7  | 8  | 6  | 7  | 8  | 9  | 7  | 6  | 7  | 7  |
|                        | Partido Popular de Aragón            | PP de Aragón | 5a | 3a | 4  | 7  | 7  | 6  | 6  | 7  | 5  | 4  | 8  |
|                        | Partido Aragonés                     | PAR          | 2  | 5  | 5  | 4  | 3  | 2  | 2  | 2  | 2  | 1  | 0  |
|                        | Chunta Aragonesista                  | CHA          |    | 0  | 0  | 0  | 1  | 2  | 1  | 1  | 0  | 1  | 1  |
|                        | Podemos Aragón                       | PODEMOS      |    |    |    |    |    |    |    |    | 4  | 1b | 0b |
|                        | Ciudadanos-Partido de la Ciudadanía  | CS           |    |    |    |    |    |    |    |    | 1  | 3  | 0  |
|                        | Izquierda Unida de Aragón            | IUA          | 0  | 1  | 1  | 1  | 0  | 0  | 0  | 1  | 0  | 0  | 0  |
|                        | Vox                                  | VOX          |    |    |    |    |    |    |    |    |    | 1  | 2  |
|                        | Partido Comunista de Aragón          | PCE-Aragón   | 1  | 0  | 0  |    |    |    |    |    |    |    |    |
| Partidos desaparecidos |                                      |              |    |    |    |    |    |    |    |    |    |    |    |
|                        | Centro Democrático y Social          | CDS          | 0  | 2  | 0  |    |    | 0  |    |    |    |    |    |
| Total                  | Total                                | Total        | 18 | 18 | 18 | 18 | 18 | 18 | 18 | 18 | 18 | 18 | 18 |

a Los resultados corresponden a los de Coalición Popular: Alianza Popular-Partido Demócrata Popular-Unión Liberal (AP-PDP-UL).

b Los resultados corresponden a los de Podemos-Equo.

## Congreso de los Diputados

### Diputados obtenidos por partido (1977-2023)
| Candidatura            | Candidatura     | 1977 | 1979 | 1982 | 1986 | 1989 | 1993 | 1996 | 2000 | 2004 | 2008 | 2011 | 2015 | 2016 | 2019 (I) | 2019 (II) | 2023 |
| ---------------------- | --------------- | ---- | ---- | ---- | ---- | ---- | ---- | ---- | ---- | ---- | ---- | ---- | ---- | ---- | -------- | --------- | ---- |
|                        | PSOE            | 1    | 1    | 2    | 2    | 2    | 2    | 1    | 1    | 2    | 2    | 1    | 1    | 1    | 1        | 2         | 1    |
|                        | Partido Popular | 0*   | 0    | 1*   | 1*   | 1    | 1    | 2    | 2    | 1    | 1    | 2    | 1    | 1    | 1        | 1         | 2    |
|                        | Unidas Podemos  |      |      |      |      |      |      |      |      |      |      |      | 1*   | 1*   | 0        | 0         | 0    |
|                        | Ciudadanos      |      |      |      |      |      |      |      |      |      |      |      | 0    | 0    | 1        | 0         |      |
| Partidos desaparecidos |                 |      |      |      |      |      |      |      |      |      |      |      |      |      |          |           |      |
|                        | UCD             | 2    | 2    | 0    |      |      |      |      |      |      |      |      |      |      |          |           |      |
| Total                  | Total           | 3    | 3    | 3    | 3    | 3    | 3    | 3    | 3    | 3    | 3    | 3    | 3    | 3    | 3        | 3         | 3    |

- En las Elecciones generales de 2016, Izquierda Unida (IU) y Podemos se presentaron en coalición junto con Equo como Unidos Podemos (PODEMOS-IU-EQUO).

## Senado

### Senadores obtenidos por partido (1977-2023)
| Candidatura            | Candidatura      | 1977 | 1979 | 1982 | 1986 | 1989 | 1993 | 1996 | 2000 | 2004 | 2008 | 2011 | 2015 | 2016 | 2019 (I) | 2019 (II) | 2023 |
| ---------------------- | ---------------- | ---- | ---- | ---- | ---- | ---- | ---- | ---- | ---- | ---- | ---- | ---- | ---- | ---- | -------- | --------- | ---- |
|                        | PSOE             | 1    | 1    | 3    | 3    | 3    | 3    | 1    | 1    | 3    | 3    | 1    | 1    | 1    | 3        | 3         | 1    |
|                        | Partido Popular  | 0*   | 0    | 1*   | 1*   | 1    | 1    | 2    | 3    | 1    | 1    | 2    | 2    | 2    | 1        | 1         | 3    |
|                        | Partido Aragonés |      | 0    | 0    | 0    | 0    | 0    | 1    | 0    | 0    | 0    | 1    | 1    | 1    | 0        |           | 0    |
| Partidos desaparecidos |                  |      |      |      |      |      |      |      |      |      |      |      |      |      |          |           |      |
|                        | UCD              | 3    | 3    | 0    |      |      |      |      |      |      |      |      |      |      |          |           |      |
| Total                  | Total            | 4    | 4    | 4    | 4    | 4    | 4    | 4    | 4    | 4    | 4    | 4    | 4    | 4    | 4        | 4         | 4    |

- En las Elecciones generales de 1986, el Partido Popular se presentó como Coalición Popular (CP).